# Народна скупштина Краљевине СХС 1923.
Ванредни сазив Народне скупштине Краљевине Срба, Хрвата и Словенаца за 1923. годину је одржан од 16. априла до 19. октобра.

## Ванредни сазив за 1923.
На изборима који су извршени 18. марта 1923. бирано је свега 312 народних посланика, a била је поднесена 381 кандидатска листа. Народна радикална странка добила је 562,213 гласова и 108 мандата, Хрватска пучка сељачка странка Стјепана Радића добила је 473.733 гласова и 70 мандата, Југословенска демократска странка добила је 400.342 гласа и 51 мандат, Словенска људска странка заједно са Хрватском пучком странком добила је 139.171 глас и 24 мандата, Југословенска муслиманска организација добила је 112,228 гласова и 18 мандата, Турска национална организација („Џемијет") добила је 71.453 гласа и 14 мандата, Земљорадничка странка заједно са Словенском кметијском странком добила је 164,602 гласа и 11 мандата, Немачка странка добила је 43,415 гласова и 8 мандата, Хрватска заједница добила је 23.427 гласова и 2 мандата, Црногорски федералисти 8,561 глас и 2 мандата, Социјалистичка странка 48.337 гласова и 2 мандата, Румунска странка 7070 гласова и 1 мандат, и Српска странка 15,236 гласова и 1 посланички мандат. На изборима појавиле су се и Независна радничка странка (24.321 гласова), Југословенска републиканска странка (18.941 глас), те неколико мањих муслиманских странака (14,035) и мањих хрватских странака (16.189), али су остале без иједног мандата. Народни посланици изабрани на листама Хрватске пучке сељачке (републиканске) странке којој је на челу био Стјепан Радић, a којих је било седамдесет, нису поднели пуномоћства на верификацију, јер је та странка, на основу једног закључка свога воћства, апстинирала од рада y Народној скупштини, какав је став имала и y Привременом народном представништву и, доцније, y Уставотворној народној скупштини.
Скупштина се на основу указа састала 16. априла 1923, и на првој седници изабрала привременог председника др. Душана Пелеша. Кад се Скупштина састала, изборна влада Николе Пашића поднела је оставку, али је одмах после тога образована нова влада Николе Пашића, y којој такође није било представника других странака.
Извршивши верификацију мандата Народна скупштина није се упуштала y испитивање о мандатима чланова Хрватске републиканске сељачке странке, већ је одлуку о њима оставила за доцније, када пуномоћства посланика који тој странци припадају буду поднесена. После тога Скупштина се конституисала па је за председника био изабран Љуба Јовановић, за I потпредседника Љуба Бакић, за II потпредседника Михаило Ранковић, a за секретаре били су изабрани Стјепо Кобасица, Драган Бојовић, Јанко Шијачић и Димитрије Он. Поповић. Отварање сазива извршено је 30. маја 1923, читањем указа, после чега је влада Николе Пашића дала своју декларацију. Владина декларација нарочито је истицала потребу консолидације земље споља и изнутра, и предвиђала законодавни рад који би требало да буде извршен y току овога сазива.
20. септембра 1923. председник Народне скупштине саопштио је Народној скупштини вест о рођењу Наследника Престола, којом приликом су Краљу Александру, Краљици Марији и Наследнику Престола приређене бурне овације.

### Донети закони
До 19. октобра 1923, када је овај ванредни сазив закључен, Народна скупштина примила је ове законе: закон о устројству Министарства војске и морнарице; закон о чиновницима грађанског реда; закон о обезбеђењу усева од града и хитној помоћи пострадалима од града; закон о буџетским дванаестинама за јули, август и септембар, те октобар, новембар и децембар 1923; * чл. 30 закона о судијама; закон о таксама и пристојбама; и закон о накнадним и ванредним кредитима.